# 龍騎兵 (小説)
『龍騎兵』（りゅうきへい）は、青木基行の小説、学習研究社刊。史実のような大帝国が存在しない極東を舞台にした架空戦記の一種である。

## 概要
本作における歴史改変の分岐点は、漢の劉邦が匈奴との戦いで討死にしたことである。その結果として華北は匈奴に席捲されるが、やがて戦国七雄の末裔を名乗る者などが次々と自立する。華南でも劉邦陣営の生き残りが落ち延びた蜀をはじめとして幾つかの国が興り、それら多数の小国が2千年以上に渡って覇を競い続けることになる。
『龍騎兵』本編はそのうちの近世、東暦22世紀中盤（西暦16世紀末、東暦元年は西暦紀元前552年で、孔子の生年に由来する）に活躍した2匹の「龍」、燕の驃騎将軍・姫小宝と蜀の武王・劉飛龍を中心にした物語で、作品タイトルの「龍騎兵」は小宝が考案した騎馬銃兵部隊（史実のドラグーン（竜騎兵）に相当する）のことである。学習研究社から新書版5冊が刊行されたところで「第1部完」となった。なお、それから4世紀後の「龍騎兵」の名を受けついた空中機動部隊を描いた同人誌版『龍騎兵』も存在するらしいが詳細は不明である。

## 登場勢力と登場人物
作中の人名表記は大きく4通りに分れている。
- 本名：姓＋諱（いみな）、または諱のみ
- 通名：姓＋字（あざな）、または字のみ
- 姓＋通称＋諱（日本人のみ）
- 通称、異名など

ここでは最もよく使われる表記を冒頭に記し、他の呼び名がある者は説明文中に追記する。

### 燕
都は薊、王室の姓は姫（チー）。召公の子孫ということにされている。遼東半島の支配圏を巡って遼と紛争が続いている。燕の芝居は諸外国でも人気があり、そのせいで燕語が大陸共通語のような地位を占めている。
- 姫小宝（チー・シャオパオ）
燕の王太子と西域の国・涼の女性の娘。母と同じく景教徒で、洗礼名はミリアム。燕の王族として公認される前は公孫（ゴンスン）姓を名乗っていた。また天龍娘々（ティェンロンニャンニャン）の異名を持つ。母の死後、義母（父の正妻）に命を狙われ、一時日本の博多に逃れていた。帰国後、16歳で軍人になる。彼女が率いる龍騎兵は普通の歩兵や騎兵よりも経費がかかるために軍の主力とはなりえないが、機動力と攻撃力が高く、また将兵が彼女に心酔しているために士気も高いことからしばしば国外派遣部隊に選ばれる。なお、銃の他に倭刀や弓も用いる。遊牧民族の血筋か、宮廷よりも天幕で暮らすことを好み、また食える時には食える限り食う健啖家。
- 姫麗宝（チー・リーパオ）
小宝の異母妹。箱入り娘の彼女には想像も出来ない世界を知る姉に憧れており、小宝もまた（憎むべき義母とそっくりであるにもかかわらず）そんな彼女に癒されている。後に斉の王太子に嫁ぎ、燕姫（えんき）と呼ばれるようになる。
- 李良（リー・リャン）
燕の名門貴族の嫡子。字は永芳（ヨンファン）。小宝とはいとこ同士（母が燕の王女）で、彼女の副将を勤める。軍人としての小宝の才能を認めてはいるが、身につけた文化の違いに頭を痛めることも多い。ちなみに妻帯者である。
- ドルシラ
小宝が涼から呼び寄せた7人の女性たちの1人。彼女を含め何人かは小宝の従姉妹であり、後世の伝説などでは影武者とされる場合もある。
- 老大（ラオター）
本名は曹良佐（ツァオ・リャンヅォ）。一兵卒として燕軍に入り、退職金で居酒屋を開くのが夢という野心とは無縁の男だったが、敗走していた兵士たちを一喝して立ち直らせ、逆に敵将を討ち取るという本人にさえ予想外の戦果を挙げたことを切っ掛けに平王（小宝の祖父）の目に止まり、大将軍にまで出世する。孫のような年齢の小宝に目をかけ、龍騎兵連隊の創設を支援した。彼女もまた、実の祖父より彼の方を慕っている。

### 蜀
都は成都、王室の姓は劉（リウ）。初代・孝恵王の頃から何度か王朝が交替している。
- 劉飛龍（リウ・フェイロン）
本名は劉邦（リウ・パン）、ただし自称。のちの武王。燕の北西部（旧代領）出身。一介の傭兵から身を起こし、30代の末に蜀の国を乗っ取って王位に就き、さらに天下を統一して「皇帝」の座に登ることを目指す。大法螺吹きで親分肌、かつて何人もの敵を生け捕りにしたが、自ら人を殺したことは一度もない（相手を殺さずに取り押さえられるほど強い）という豪傑。燕に仕えていた頃、小宝の護衛役として日本に渡ったこともある。
- 李玄武（リー・シュエンウー）
本名は李達（リー・ダー）。赤ん坊の頃、燕の王宮の玄武門のそばの李の木の下で拾われた。王宮で働いていたが、傷害事件を起こしてしまって追われる身となり（その時、密かに逃してくれたのが小宝の父）、傭兵をしている内に飛龍と知り合う。猪突猛進しがちな血旋風の抑え役。
- 血旋風（シュエシュアンフォン）
本名不明。出世してからは便宜上の本名として万福（ワン・フー）、字は風（フォン）を名乗る。おそらく燕の出身。血の気の多い荒くれ者だが、喧嘩で負けた相手（飛龍と玄武）にだけは敬意を払い「兄貴」と呼ぶ。飛龍陣営の古株だけに、新参者に対する嫉妬心も強い。
- 楊轟天（ヤン・ホンティエン）
本名は楊文祥（ヤン・ウェンシァン）。眉山侯の嫡子。大砲狂いの異名の通り砲術が趣味で、自分の造った大砲を撃てるならその相手は誰でもかまわないという。父親が飛龍を討つべく兵を挙げた時はそれに従ったが、その父が病死するや否や飛龍に寝返る。
- 隻眼虎（ジーイェンフー）
本名は張郊（チャン・ジァオ）、字は虎四（フースー）。遼の南西部（旧代領）出身。遼軍の青年将校だったころに飛龍と一騎討ちをして敗れたが、見逃してもらう代わりに「飛龍が王になり、彼が遼を見限った時は部下になる」という趣旨の約束を交わす。のちに将軍にまで出世するが、遼王室の御家騒動に巻き込まれて一族全員を殺され、飛龍の傘下に加わる。
- 島津源太文久（しまづ げんた ふみひさ）
日本出身。島津薩摩守の嫡子だが、父親と対立して（一説には男を取り合った結果）故郷を飛び出した。飛龍の下で同じ薩摩出身者およそ500人からなる倭人傭兵隊を率いており、彼らの部隊は石蛮子（シーマンヅー）として知られている。博多に滞在していたこともあり、小宝の剣術の師匠にあたる。
- 劉旦（リウ・タン）
字は王海（ワンハイ）。飛龍の嫡子、のちの恵文王。父に似ず柔弱。その生涯で何度か小宝に撃たれるが、その度に命を取り留めたという奇妙な運の持ち主（ついでに心も射抜かれたらしい）。
- 劉暁霞（リウ・シャオシア）
飛龍の娘、旦の妹。「面白い人」が好みで、轟天に興味を持つ。
- 劉伯文（リウ・ポーウェン）
蜀の平王の長男。妻は楚王・韓発の娘。父の死後、異母弟との御家騒動を経て即位するが、彼自身に王になりたいという思いは薄く、臣下（親楚派）によって祭り上げられたものであった。飛龍の台頭を目の当たりにして、一族の身の安全を条件に自ら禅譲を申し出る。退位後、献王と諡された。
- 劉明祥（リウ・ミンシァン）
前の彭山公。先祖は蜀の王家だったが、数百年前に伯文の先祖に禅譲し（させられ）、彭山公に封じられた。好々爺然とした見かけによらない切れ者。

### 斉
都は臨淄、王室の姓は姜（ジァン）。太公望の子孫ということにされている。かつては製塩と製鉄で栄えていたが、燃料源である森林の枯渇とともに衰退し、近年は海上貿易に力を入れている。青島では羅馬帰りの商人により、ゲルマニア風の麦酒が作られている。また、燕と遼の係争地である遼東半島には斉からの入植者が多く、ある程度の影響力を有している。
- 姜哲（ジァン・ヂャア）
字は中山（ジョンシャン）、斉の王太子。同盟国軍の指揮官として小宝と出会い、外見や性別に関係なく彼女の将才を評価した。のちにその妹である麗宝を娶っており、政略結婚ながら夫婦仲は極めて親密である。

### 遼
都は奉天、王室の姓は完顔（ワンヤン）。女真系の王朝であり、「八旗衆」という世襲制の軍事組織を持っていたが、小宝たちの時代には農耕民や都市生活者と同化して実体を失っている。
- 完顔帽（ワンヤン・マオ）
前王の次男。お抱え占い師の鐘広にそそのかされて父を弑逆し、その罪を弟とその縁戚にあたる隻眼虎に被せて王位につく。国内の諸問題を無理矢理解決するべく遼東半島遠征を企てるが、小宝のただ一度の反撃で壊走。珪によって玉座から追われ、偽王とされる。
- 完顔珪（ワンヤン・グイ）
帽の兄。

### 楚
都は武漢、王室の姓は韓（ハン）。始祖は劉邦の武将・韓信。国王よりも諸侯の力が強く、実質的には連邦国家に近い。
- 韓発（ハン・ファ）
近年では珍しい戦さ上手の楚王で、韓信の生まれ変わりを自認する。戦争をしたいがために王権を強化しようとするような一面を持つが、兵士たちの支持は厚い。娘婿の伯文を救うと称して蜀へ侵攻するが、飛龍に敗れ捕虜となる。飛龍の即位に伴って釈放された後、叛乱を起こした信陽公との戦いで負傷し、それが元で死亡する。
- 韓堅（ハン・ジェン）
字は鉄成（ティエチョン）。王室の一員であり、楚王・発にも信頼された将軍。

### 呉
都は金陵、王室の姓は姫。太伯の子孫ということにされている。海上貿易と植民地経営で栄えている国。
- 周哲元（チョウ・ヂャアユェン）
呉軍の総司令官。下級貴族出身であり、実績によって出世した名将だが、部下に恵まれずに苦労する。
- 曾遷（ツェン・チェン）
字は仁季（レンチー）。海陵（ハイリン）侯。部下からは「坊（ボン）」「お頭（かしら）」などとも呼ばれる。呉王の従兄弟（彼の叔母が王の生母）で、3人の兄（いずれも早死に）と多数の姉がいる。童顔で穏やかな人柄だが、高い洞察力と身分に拘らない度量を持つ。領内に住む回々（フイフイ）を中心にした義勇軍を率いて参戦し、江上の遊撃戦で蜀軍を苦しめる。『新機動戦記ガンダムW』のカトル・ラバーバ・ウィナーをモチーフにしたキャラクター。

### 日本
都は京都、王室の姓は不明。伝説によれば呉の王室と同祖だとされる。かつては天皇と称したこともあるが、国際関係への配慮から取り止めた。武家貴族（武士）の勃興と共に王室や旧来の貴族（公家）中心の政府は弱体化していたが、海外との貿易による貨幣経済の発達により、一代限りの商人貴族や官僚貴族を取り込んで勢力を盛り返し、中央集権的な体制を立て直した。
- 柴次郎（しば じろう）
大陸の学者風に柴子（チャイヅ）と自称することもある。様々な学問をかじってきたが、へそ曲がりで権威嫌いな性格が災いし、どれ一つとして極められなかった。日本中を放浪していたが、博多の松浦屋に居候する時期が長く、小宝に『孫子』を教えたこともある。空を飛ぶことや月へ行くことを夢見ており、本編ではまだ描かれていない将来において、彼の開発した噴進弾が蜀の日本遠征軍を破ることになるという。
- 松浦小次郎真之（まつら こじろう さねゆき）
松浦屋当主・小太郎好古（こたろう よしふる）の弟。貿易商人にして日本政府公認の私掠船業者（倭寇）であり、創成期の日本海軍提督。

### その他の国や地域
魯
都は曲阜。儒教の総本山で、古代の礼法を固く守り続けており、ここ以外の国では既に廃れた宦官すら残っている。
衛
宋
鄭
趙
戦国時代の趙より一回り小さい。
魏
戦国時代の趙・魏・韓それぞれの西部を合わせたような形の領土を持つ。
秦
涼
南に秦、東に魏・趙・遼と国境を接する砂漠地帯の国。小宝の生まれ故郷。
高麗
琉球
蝦夷
蓬莱
東方の海の彼方の新大陸。日本人が発見した。

### 墨家
墨子の教えを受け継いだ思想集団。秦による統一後は衰退したが、劉邦の死による混乱期を経て再興した。しかし時代を経るにつれて幾つもの派閥に分裂していく。
鉅（ジュイ）流墨家
墨家諸派の中で唯一の戦闘的な派閥。「非攻」を実践すべく侵略された都市に赴いて義勇兵として戦い、また市民に戦闘技術を教えている。小宝たちの時代においては、銃の装備率が普通の国の軍隊より遥かに高い火力集団である。
- 鉅天山（ジュイ・ティエンシャン）
鉅流墨家の指導者・巨子の養子で、次期指導者候補の一人とされている青年。容姿端麗で善良そうな外見に似合わぬ策士。飛龍の軍師となり、彼を利用して「戦争のない世の中を作るための戦争」を起こそうとする。後世、謀略家として蘇秦や張儀と並び称されるようになり、史劇では悪役として描かれる。
- 鉅連山（ジュイ・リェンシャン）
巨子の養子で天山の義弟、やはり次期指導者候補の一人。かつて幼い小宝の家庭教師兼護衛役として、涼から燕、さらに日本へと行動を共にした。天山を尊敬していたが、彼が理想のためにあえて覇道を歩もうとしていることを知り訣別する。小宝とは、互いに男女というより兄妹に近い感情を抱いている。

真（チェン）流墨家
墨家神秘学派の一派で、様々な宗教の教義を寄せ集めて淫祠邪教と化している派閥。秦領漢中に本拠地を置く。
- 鐘広（ヂョン・グワン）
真流墨家の有力者の一人だが、詐欺師まがいの手口で信者相手に荒稼ぎを繰り返していた男。占い師と称して完顔帽に取り入り、保身と金儲けのために口八丁手八丁で彼の暴走を助長する。オウム真理教の麻原彰晃をモチーフにしたキャラクター。

鄭（ヂェン）流墨家
墨家学究派に属し、弁論術に長けた教条的な派閥。
- 陳紹（チェン・シャオ）
鄭流墨家の高名な論客。天山と何回か論戦し、ことごとく勝っている（ただし鉅流墨家では論戦に重きを置かないため、天山にとっては大きな問題ではない）。完顔珪の息子の家庭教師として、非公式に珪の相談役を勤める。

## 各巻題名
1. 双龍初会猟
2. 隻眼虎、千里を駆ける
3. 黄龍誕生
4. 燕姫、仲春に発つ
5. 双龍再び

- 表紙および挿絵は高山瑞穂が担当。